# جلقني
جلقني قرية سودانية تقع في الضفة الغربية للنيل الأزرق جنوب ولاية سنار.

## لمحة تاريخية
يعود تاريخ تأسيس قرية جلقني (دماتورو - Damaturu) للعام 1914 علي يد مجموعة من الفولاني من مناطق مختلفة بقيادة السلطان احمد ميساو (Laamido borno). بعد معركة بورمي  عام 1903 توجه السلطان احمد وجماعته صوب النيل الأزرق وتركهم للاستقرار مع الفوديين في مايرنو، بينما غادر هو الي الأراضي المقدسة واستقر في مكة المكرمة – جرول تندباوي إلا ان جماعته لم يرق لهم البقاء في مايرنو فارسلوا إليه. عاد أحمد ميساو وعرج في طريق عودته الي الخرطوم واستعان بالعمدة قدح الدم في استخراج تصريح بإنشاء قريتين علي النيل الأزرق جنوب مايرنو. اسس سلطان احمد قريته الرئيسية باسم دماتورو (تغير إسمها فيما بعد الي جلقني) ، ثم اسس قرية اخري علي بعد 8 كيلومترات جنوب دماتورو باسم عبد الخلاق 
وبعد استقرار القريتين كر عائدا الي الحجاز تاركا عليهما ابنيه محمد صالح (قلديما) و عبد القادر (قوجي).

## الموقع
جلقني قرية سودانية تقع علي الضفة الغربية للنيل الازرق وتتبع اداريا محلية ابوحجار نسخة محفوظة 7 أبريل 2020 على موقع واي باك مشين. جنوب ولاية سنار . وكانت في الماضي تتبع الرصيرص مديرية النيل الازرق، تم تخطيط قرية جلقني في العام 1942م.
أحياء جلقني :
تنقسم الي ثلاثة احياء رئيسية تنقسم بدورها الي تجمعات سكنية أصغر :

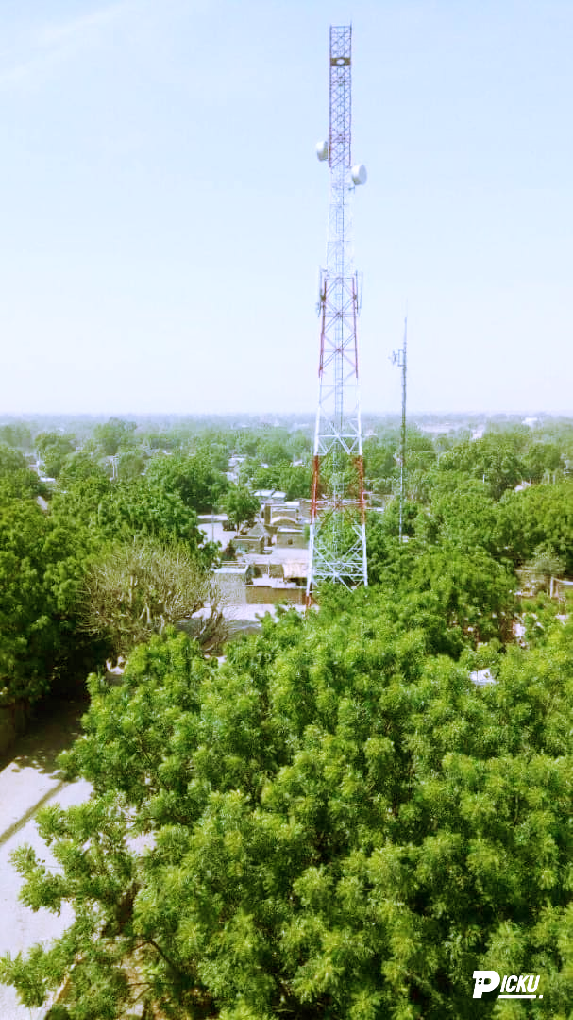
Natal ngal e Galgani wuro Fulbe wonbe Maayo baleewo "The Blue Nile".Buuba Sombo.

- الحي الغربي
- الحي الأوسط
- الحي الشرقي

## السكان
يبلغ تعداد سكان جلقني حوالي 16.000 نسمة بحسب احصاء السكان الخامس .
وينقسمون الي أربعة مجموعات :
- الفولاني الفلاتة[6] وهم المؤسسون للقرية ويشكلون اغلبية السكان .
- الكانوري البرنو ويقطنون بالحي الغربي .
- الهوسا الهوسا[بحاجة لمصدر] ويقطنون في الناحية الغربية للحي الأوسط .
- وهنالك بعض الافراد من مجموعات سكانية مختلفة بنسب ضئيلة جدا.

الخدمات والمرافق العامة

## الرعاية الصحية

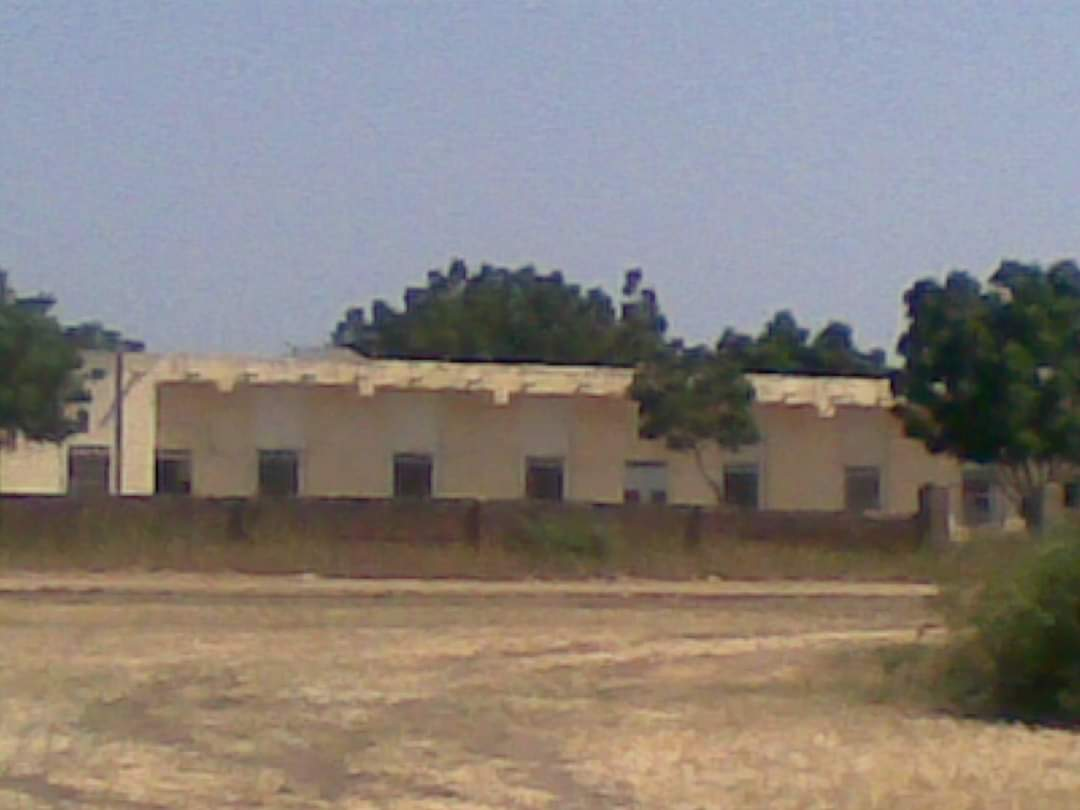

يوجد عدد من المرافق الصحية وهي :
- شفخانة جلقني انشئت في العام 1944م

- مستشفي جلقني[7] الريفي اسست في العام 2004م لتقديم الخدمات الطبية و العلاجية لوحدة جلقني الادارية التي تضم أكثر من عشرون قرية.
- ويوجد عدد من العيادات الخاصة والصيدليات.

## التعليم
في العام 1923 قامت سلطات الاحتلال الإنجليزي بانشاء مدارس اولية في مناطق مختلفة وكانت جلقني ضمن تلك المناطق التي تم اختيارها وانشئت مدرسة جلقني الصغري ولكنها لم تدم طويلا لرفض الاهالي إرسال ابنائهم ومطالبتهم بازالتها، وفي العام 1932م انشئت مدرسة جلقني للبنين والتي سميت لاحقا مدرسة خالد بن الوليد الاساسية وفي اوائل ستينيات القرن الماضي انشئت مدرسة جلقني للبنات مدرسة نسيبة بنت كعب الاساسية بنات وملحق بها روضة للاطفال. وهنالك رياض أطفال خاصة في كل الاحياء، ومدارس انشئت بالجهد الشعبي منها: مدرسة حذيفة بن اليمان الاساسية 2004م، ثم مدرسة جلقني الثانوية المشتركة بنين/بنات 2009م .

## الخلاوي والمساجد
الخلاوي : يوجد بجلقني عشرات الخلاوي لتعليم القران الكريم, الا انها انحسرت مؤخرا وخصوصا بعد إنشاء مسيد جلقني في ثمانينيات القرن الماضي، ويدرس بالمسيد طلاب من قري مجاورة عدة وبه سكن واعاشة للطلاب الوافدين، ولم يكن تعلم القران الكريم بجلقني حكرا علي الاولاد فهنالك سيدات اقمن بضعة خلاوي لتعليم البنات .
المساجد :

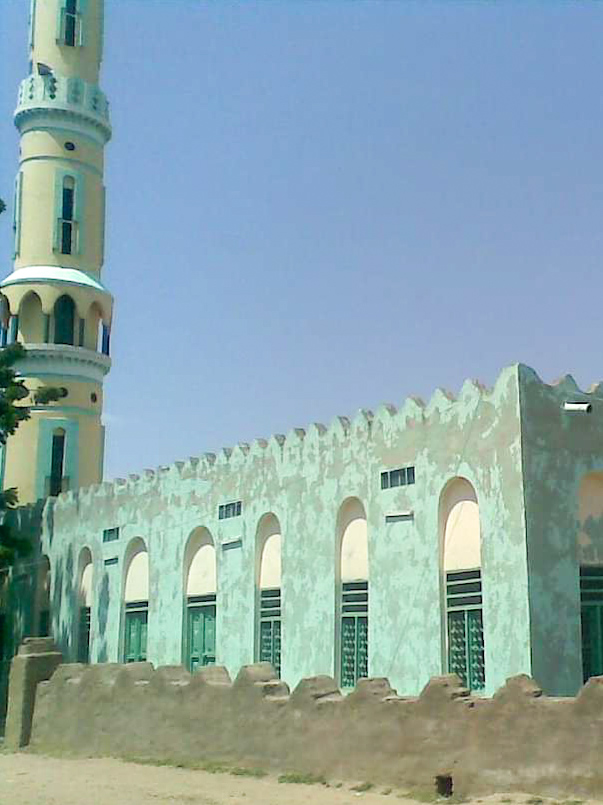
جامع جلقني الكبير .. انشئ في العام 1914م

هنالك أكثر من عشرون مسجد وزاوية لاقامة الصلوات، اهمها الجامع الكبير الذي تم بنائه بالطين في العام 1914م، واعيد بنائه بالطوب في 1966م، ثم اعيد بنائه وبناء مئذنة في العام 2007م.

## الاندية ودور الشباب
- نادي جلقني الشامل : أنشئ نادي جلقني الاجتماعي الثقافي الرياضي في ستينيات القرن الماضي ويقع علي الشارع الرئيسي جوار السوق بالحي الأوسط وهو ناد شامل .
- نادي الشروق بالحي الشرقي.
- نادي الحي الغربي .
- وانشئت مؤخرا دور للشباب واندية مشاهدة عدة في كل الاحياء.[9]

مركز شرطة جلقني :
  انشئت نقطة شرطة جلقني في العام 1969م جوار السوق، وتم نقلها فيما بعد الي الحي الشرقي  جوار المدرسة (جنوب شرق القرية).
```
محكمة جلقني

يوجد بجلقني 
محكمة
 منذ تاسيسها تتبع للعمودية برئاسة العمدة وعضوية مجموعة من 
الاعيان
 ، ثم اتبعت الجهاز القضائي تحت مسمي محكمة جلقني الريفية وتقع جوار منزل العمدة والمسجد الكبير.
```

## كهرباء جلقني2016
مشروع كهرباء جلقني Galgani Electricity Project
- تم تشييد شبكة الضغط المنخفض في الفترة من 5 يناير ~ 21 أبريل 2016
- تنفيذ : شركة بيرال للخدمات المحدودة
- تمويل : البنك الاسلامي السوداني
- موقع المشروع : ولاية سنار ، جلقني
- مدير المشروع : مختار محمد محمد سمبو

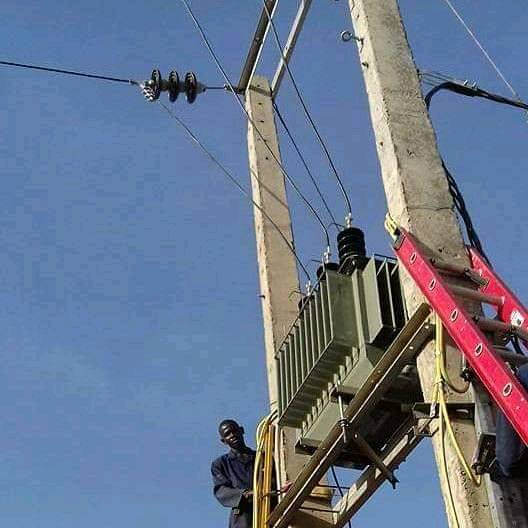
مشروع كهرباء مدينة جلقني
يناير / ابريل 2016
تمويل : البنك الاسلامي السوداني
تنفيذ : شركة بيرال للخدمات المحدود Peeral Services Co.Ltd

## جلقني 1914 - 2014م
- في اليوم التاسع عشر من ديسمبر 2014م اختتمت فعاليات الاحتفال بمرور مائة عام علي تأسيس جلقني اليوبيل الماسي ، بحضور كبير من أبناء الفلاتة من مختلف المناطق ووفود من ولاية الجزيرة وولاية جنوب دارفور وولاية شمال كردفان وولاية القضارف وولاية كسلا وولاية الخرطوم وتشريف أعضاء حكومات ولاية سنار وولاية النيل الازرق و وفد من نظارة الفلاتة (تلس) ، وبعض الشخصيات الفولانية البارزة، منهم عالم اللغويات البروفيسور الامين أبو منقة محمد[10] رئيس المجلس القومي للتراث الثقافي وترقية اللغات القومية[11][12] والاستاذ المحاضر بجامعة الخرطوم ومدير معهد الدراسات الاسيوية والأفريقية، و البروفيسور خالد إبراهيم ياجي[13] نقيب الاطباء السودانيين وممثل الاطباء في قيادة التجمع النقابي ابان انتفاضة أبريل 1985م ضد نظام جعفر نميري ، و الاستاذ فضل السيد عيسي شعيب رئيس حزب الحقيقة الفيدرالي والمرشح لرئاسة الجمهورية في انتخابات 2015م.[14]

## الانشطة الاقتصادية

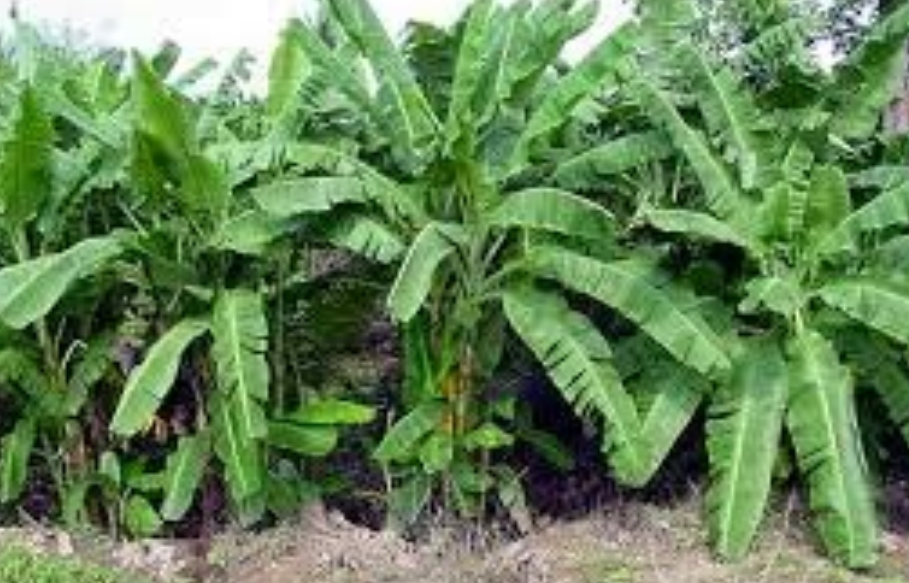
بساتين الموز - جلقني

الزراعة :
الزراعة هي المصدر الرئيسي للدخل وإنتاج الحبوب هو الغالب مع الموز، وجل السكان يمتهنون الزراعة (المطرية) نسبة لوفرة الامطار ويعتمد عليها اغلبية السكان، ويزرعون محاصيل الذرة والدخن والسمسم وغيرها الا انهم يعتمدون علي السمسم كمحصول نقدي بصورة اساسية بالإضافة لبعض أنواع الذرة
و بذور زهرة الشمس وتغذي منطقة جلقني الاسواق المحلية سنويا بكميات كبيرة جدا من تلك الحبوب.
البساتين ‘الجنائن' :جلقني كغيرها من المناطق الواقعة علي ضفاف النيل الازرق لديها مساحات واسعة علي ضفاف النيل كانت في الماضي تزرع بالذرة الشامي والعدس البلدي و القرع وبعض الخضروات بالإضافة لبعض اشجار المانجو والليمون والجوافة و القريب فروت و البرتقال ، كان هذا قبل ان يتحول الزراع الي محصول الموز كمحصول نقدي والذي تمت زراعته بصورة واسعة ويروي بواسطة الطلمبات التي تضخ المياه من النيل وقلما تجد بستانا يخلو منه، ورغم ان زراعة الموز تدر دخلا جيد لاصحاب الجنائن الا انها كانت تتم احيانا علي حساب بعض الفواكه، وكثيرا ما ازيلت بعض اشجار المانجو والليمون والقريب فروت لتتم زراعتها بالموز.

## الوحدة الادارية
وحدة جلقني الادارية:
في أغسطس من العام 2008م تم إنشاء وحدة جلقني الادارية نسخة محفوظة 1 فبراير 2020 على موقع واي باك مشين. بقرار من مجلس حكومة ولاية سنار . وتمتد من جنوب وحدة ودالنيل الادارية نسخة محفوظة 1 فبراير 2020 على موقع واي باك مشين. حتي الحدود الجنوبية لولاية سنار مع ولاية النيل الأزرق ، وتضم حوالي عشرون قرية .
عمـودية جلقني :
كانت عمودية جلقني في الماضي تضم عدة قري وارآضي واسعة وتمتد حدودها من قرية باسيس جنوبا الي قرية مشرع الفيل شمال جلقني. تم شطر العمودية الي قسمين القسم الأول (الجنوبي) ويمتد من جلقني الي قرية باسيس، والقسم الثاني (الشمالي) ويمتد من جلقني الي مشرع الفيل. وكان ذلك في العام 1974 م بعد صدور قانون إعادة تقسيم المديريات، والذي بموجبه انشئت محلية ريفي ودالنيل . وبعدها اتبع الجزءالجنوبي من عمودية جلقني للنيل الازرق والجزء الشمالي اتبع لمحلية ودالنيل والقسمين يتبعان للإقليم الأوسط . ولاحقا بعد التقسيم الاخير للولايات ضم القسم الجنوبي لولاية النيل الأزرق وضم الشمالي لولاية سنار.
غابة جلقني:

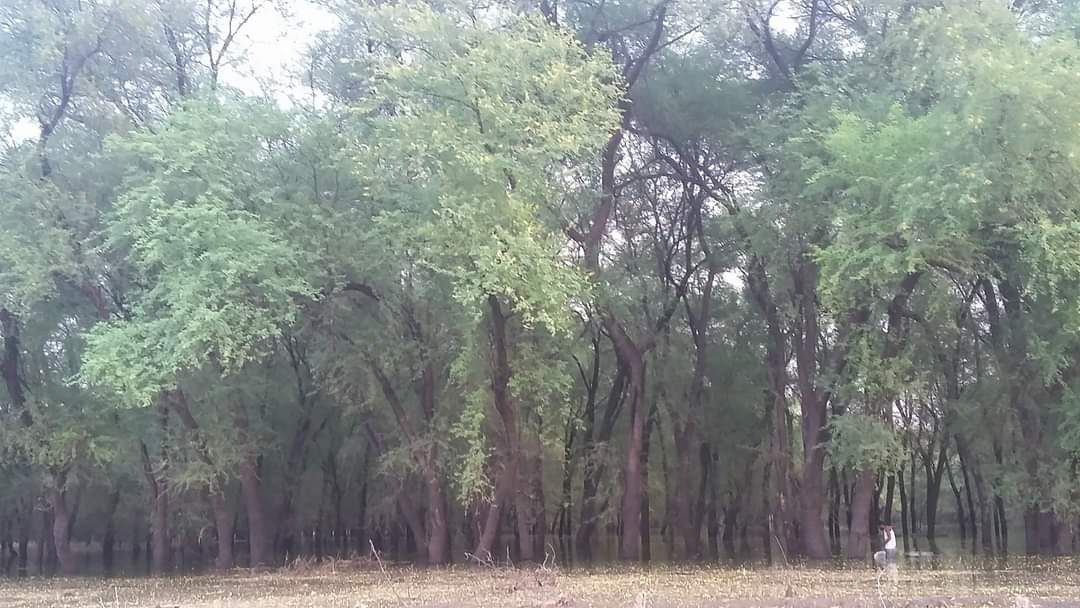

غابة جلقني المحجوزة تقع شرق القرية بمساحة 365 فدان من اشجار السنط، تم قطعها وازالتها في اوئل السبعينيات ثم زرعت واعيد قطعها للمرة الثانية عام 1992م ومن ثم زراعتها مجددا بعد الإزالة.

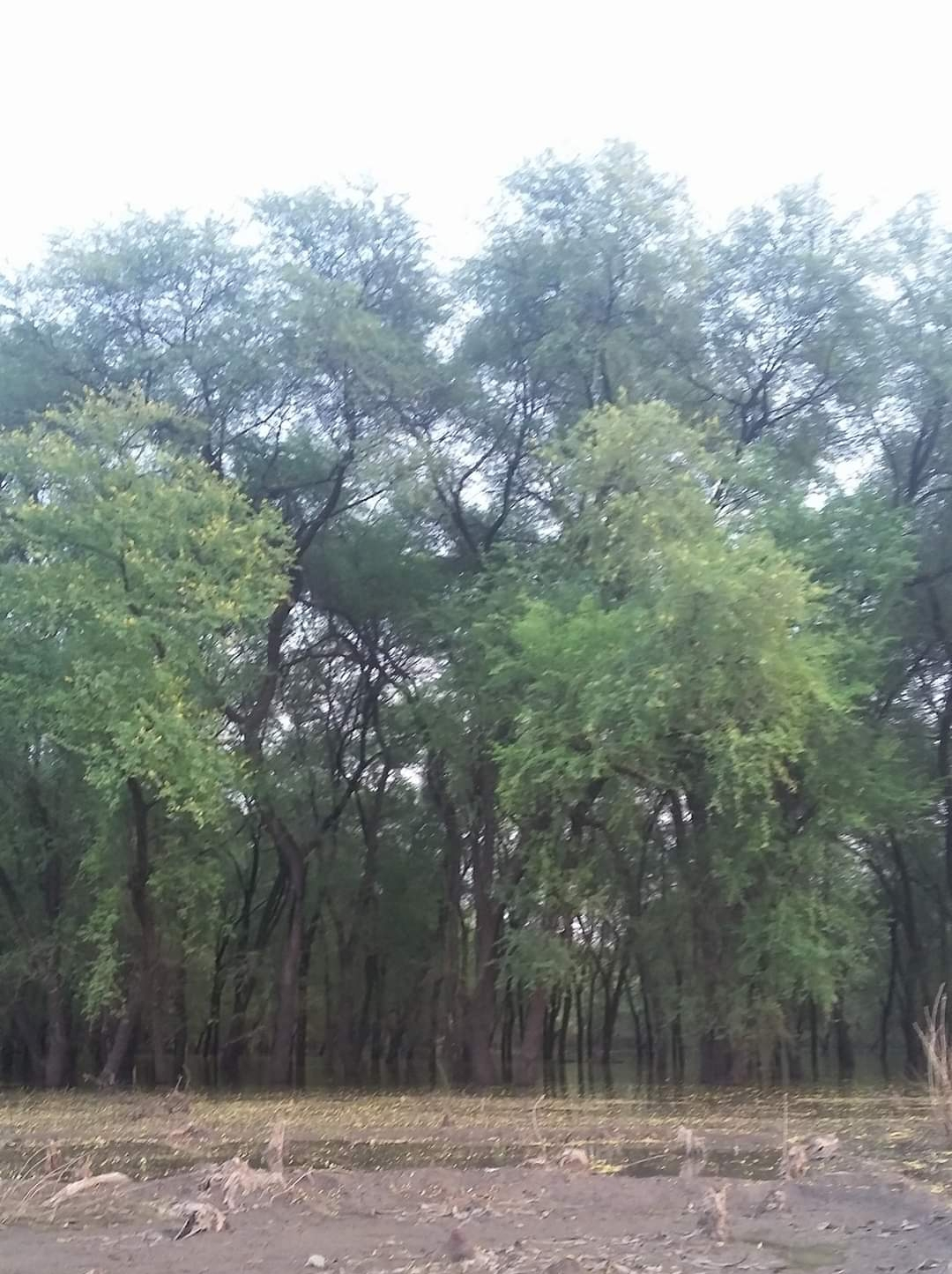

الغابة الغربية : وهي غابة شعبية بمساحة صغيرة وتقع عند مدخل جلقني الغربي

## معرض صور

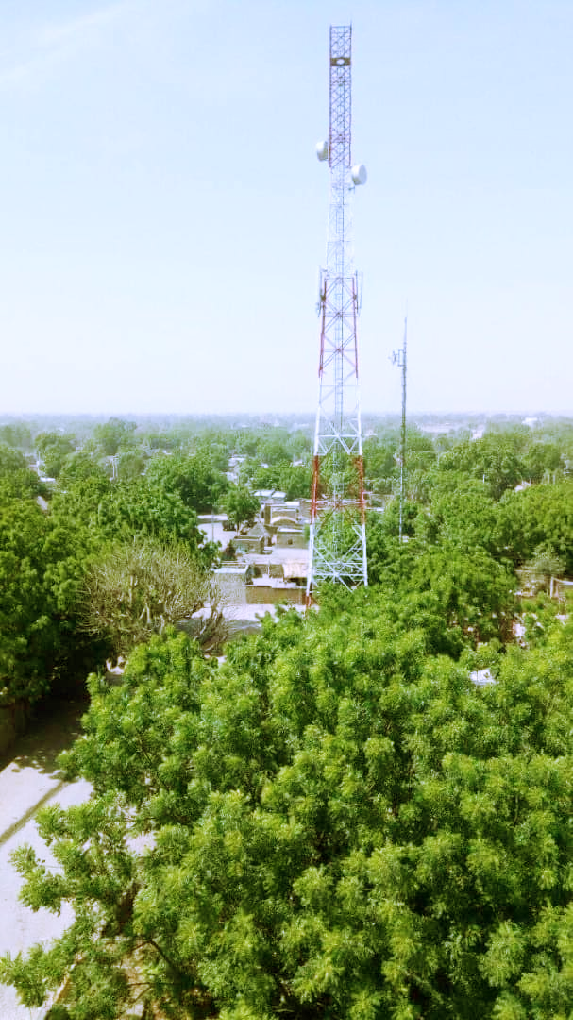